# Catlins River
Der Catlins River ist ein Fluss in der Region Otago auf der Südinsel von Neuseeland.

## Geographie
Der Catlins River entspringt auf einer Höhe von 470 m in den nordwestlichen Ausläufern der Wisp Range und rund 4 km nordwestlich des 719 m hohen Mount Rosebery. Nachdem der noch junge Fluss den Höhenzug verlassen hat fließt er zunächst auf der Hälfte seiner Strecke in südöstliche Richtung, schlägt dann mit dem Eintritt in den Wald der Catlins einen weiten Bogen entlang der Beresford Range von südlicher bis ostnordöstlicher Richtung, um dann auf seinem letzten Abschnitt bis zu seiner Mündung in den Pazifischen Ozean die östliche Richtung zu bevorzugen.
Rund 8 km westlich seines Mündungsgebietes tritt der Fluss in den Catlins Lake ein, den er rund 1,6 km südlich des kleinen Ortes Owaka in Richtung Osten wieder verlässt. Der See besitzt eine Flächenausdehnung von rund 4,2 km² und weist eine Länge von rund 3,8 km in Ost-West-Richtung auf. Auf seinem letzten Abschnitt zwischen dem Catlins Lake und dem Pazifischen Ozean passiert der Fluss an seiner nördlichen Seite die kleine Siedlung Pounawea und die kleine Feriensiedlung New Haven.
Balclutha, als größter Ort der Region, befindet sich rund 27 km nördlich der Mündung des Catlins River in den Pazifischen Ozean.

## Länge des Flusses
In den verfügbaren Quellen wird der Fluss mit stark abweichenden Längenangaben versehen. Während das Land Air Water Aotearoa die Länge mit 42 km angibt, ist in der Literatur von Egarr eine Längenangabe von 54 km zu finden. Eine Vermessung der Flusslänge via Google Earth weist auf eine ungefähre Länge von 56 km auf, sodass die Längenangabe von Egarr anzunehmen ist.